# 阿尔及利亚国家石油公司

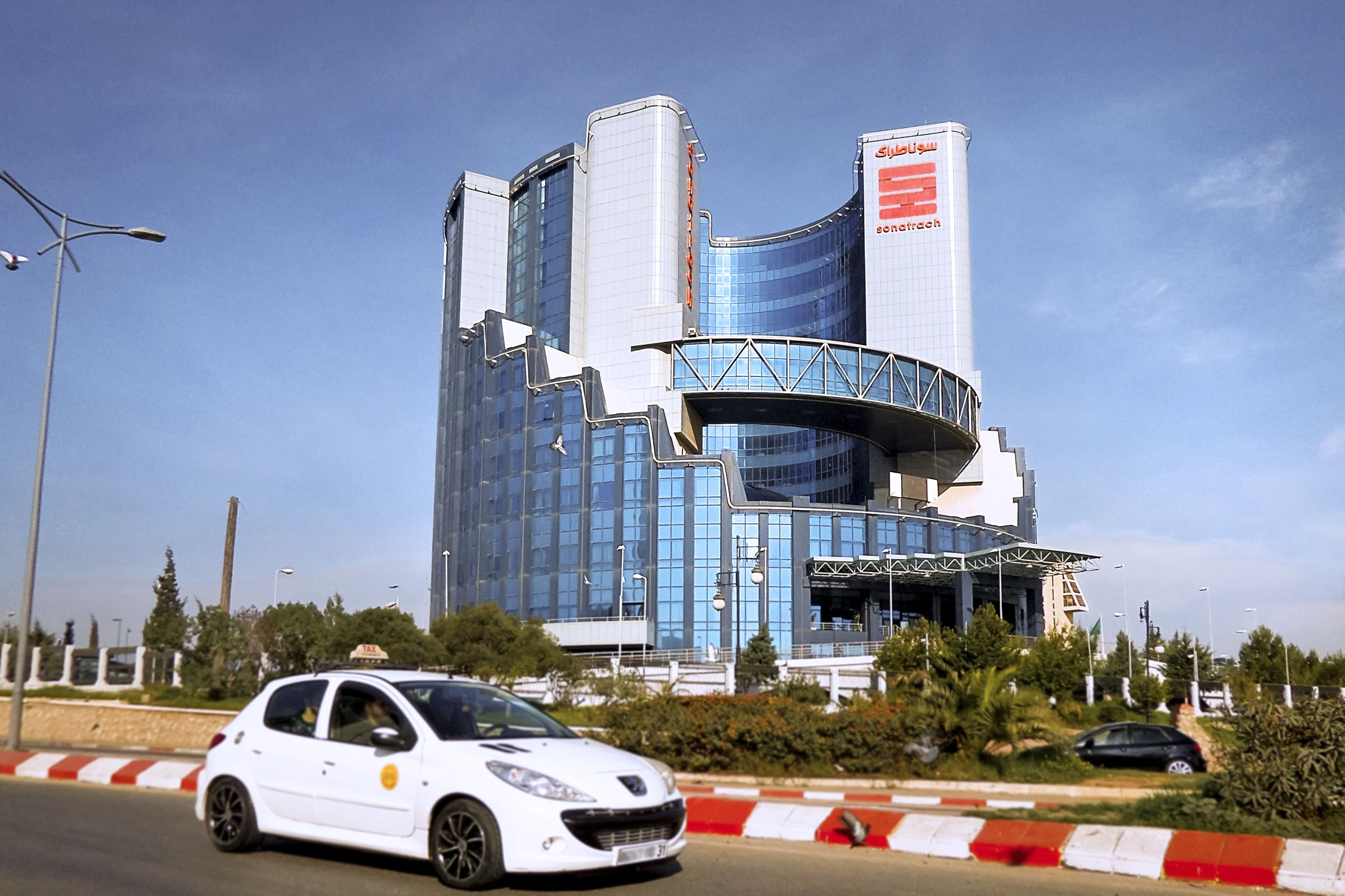
公司大楼远景

阿尔及利亚国家石油公司（阿拉伯语：‎）是阿尔及利亚的一家国有企业，主业是开采利用其国内的烃资源。它的业务包括勘探，采掘，运输和炼制，也进入了石油化学和海水淡化行业。